# KWP2000
KWP2000 es un numerónimo de Key Word Protocol 2000, un protocolo de comunicaciones de capa de aplicación utilizado en la electrónica del automóvil y estandarizado por la International Organization for Standardization con el código ISO 14230. Básicamente se utiliza para la diagnosis off-board de centralitas electrónicas de vehículos y para cargar en las mismas versiones nuevas de software, lo que se conoce como reprogramar o "flashear".

## Descripción
En los automóviles modernos existe un gran número de centralitas electrónicas para la vigilancia y control de distintos componentes. A través de una red de comunicaciones formada por buses, estas centralitas pueden intercambiar mensajes entre sí. Para diagnosticarlas se requiere la conexión a esta red de buses de un dispositivo externo de diagnosis o tester (por ejemplo el GT1 de BMW, el VAS 5051B de Volkswagen, el DAVIE XD de DAF o el MAN-cats II de MAN) capaz de intercambiar datos con cada una de ellas para llevar a cabo acciones tales como leer sus memorias de averías o variar su configuración.
Con KWP2000 se estandarizó la comunicación entre el tester del taller y las centralitas, necesidad surgida del hecho de que cada una puede proceder de un proveedor distinto. La comunicación transcurre siguiendo un principio de pregunta-respuesta. El tester manda a la centralita una consulta definida por el protocolo ("servicio"), a la cual la ECU debe responder. Dicha respuesta puede desde contener algún dato solicitado por el tester hasta ser un simple mensaje de acuse de recibo (acknowledge).
KWP2000 puede funcionar sobre diversos protocolos de transporte, como TP 1.6, TP 2.0 (propietarios de VAG) o ISO-TP, así como sobre diferentes medios físicos (capas 1 y 2 del modelo OSI), típicamente "línea K" (ISO 9141) o bus CAN.
En los vehículos más modernos, KWP2000 está siendo sustituido por el protocolo UDS (ISO 14229-1).